# Rhodogastria delineata
Rhodogastria delineata là một loài bướm đêm thuộc phân họ Arctiinae, họ Erebidae.